# Стюардеса (фільм)
«Стюардеса» — радянський чорно-білий короткометражний художній фільм, знятий режисерами Володимиром Краснопольським і Валерієм Усковим за оповіданням Юрія Нагібіна на Творчому об'єднанні «Телефільм» в 1967 році. Прем'єра фільму відбулася 28 жовтня 1967 на Центральному телебаченні. Картина удостоєна Спеціального призу журі VI Міжнародного фестивалю телевізійних фільмів у Празі (1969).

## Сюжет
Письменник, під час службового відрядження на Крайню Північ, необхідної для написання кіносценарію, знайомиться зі стюардесою — колишньою робітницею бібліотечного інституту, що перейшла в авіацію, щоб зрідка бачитися з коханою людиною, який працює в далекій геологічній експедиції. Примхи пасажирів і постійна боязнь польотів вимотують дівчину, але вона готова терпіти всі незручності заради хвилинного побачення на занесеній снігом смузі маленького аеродрому.

## У ролях
- Алла Демидова —  Ольга Іванівна
- Георгій Жжонов —  сценарист
- Володимир Етуш —  кавказець
- Аркадій Толбузін —  нав'язливий пасажир
- Іван Рижов —  пасажир з дитячими іграшками
- Валентина Владимирова —  скандальна пасажирка
- Микола Кутузов —  тихий пасажир
- Станіслав Бородокін —  геолог
- Ігор Суровцев —  пасажир з люстрою
- Євген Євстигнєєв —  п'яний пасажир
- Віктор Задубровський —  пасажир
- Віктор Філіппов —  пасажир
- Михайло Суворов —  пасажир
- Василь Івандаєв —  пасажир-ненець
- Станіслав Міхін —  пілот
- Олександр Январьов —  пілот

## Знімальна група
- Автор сценарію:  Белла Ахмадуліна
- Режисери-постановники:  Володимир Краснопольський,  Валерій Усков
- Оператор-постановник:  Петро Ємельянов
- Композитор:  Леонід Афанасьєв
- Художник-постановник:  Василь Голіков